# American Anti-Slavery Society

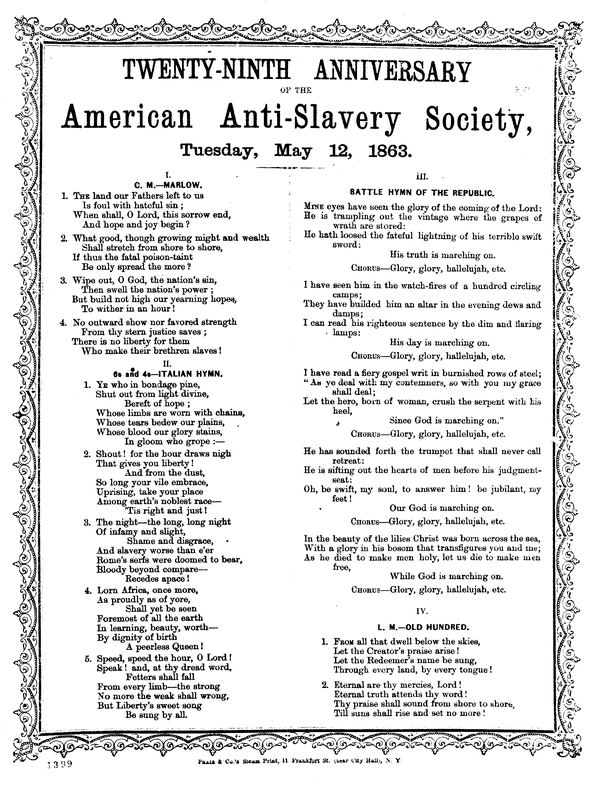
Programme du de l'American Anti-Slavery Society

L'American Anti-Slavery Society (1833-1870) est une société abolitionniste que William Lloyd Garrison et Arthur Tappan fondèrent et dont le siège se situa à New York. Les anciens esclaves Frederick Douglass ou William Wells Brown furent quelques-uns de ses orateurs principaux. En 1838, la société comptait 1 350 sections locales et près de 250 000 membres. Les membres les plus connus étaient  Theodore Dwight Weld, Lewis Tappan (en), James G. Birney, Lydia Maria Child, Marie Weston Chapman, Abby Kelley Foster, Stephen Symonds Foster (en), Henry Highland Garnet, Sallie Holley, Samuel Cornish, James Forten, Charles Lenox Remond (en), Lucretia Mott, Lucy Stone, Robert Purvis et Wendell Phillips. De 1840 à 1870, elle édita un journal hebdomadaire, le National Anti-Slavery Standard.

## Contexte historique
Si le compromis du Missouri avait apaisé temporairement les dissensions sur la question de l’esclavage au sein de l'Union au début des années 1820, le débat refit surface à la suite d'une succession d’événements à fin de la décennie. En Virginie, la législature eut d'authentiques débats sur l'abolition en 1829 et en 1831. Dans le Nord, des discussions furent entreprises sur la possibilité de libérer les esclaves et de les réinstaller en Afrique (cette proposition est d'ailleurs à l'origine de la création du Liberia). L'agitation s'installa à la suite de la publication de l'Appel aux peuples de couleur dans le monde (Appeal to the Colored Citizens of the World) de David Walker en 1829, de l'insurrection de Southampton en 1831  et de la façon dont Andrew Jackson gérait la crise de la nullification (Nullification Crisis (en)). Selon Louis Ruchame , l'insurrection d'esclaves de Southampton initiée par Turner fut l'un des quelque 200 soulèvements d'esclaves survenus de 1776 à 1860, mais fut l'une des plus sanglantes et sema ainsi la peur dans le camp sudiste. Nat Turner accompagné de plus de 70 esclaves et hommes libres noirs lancèrent spontanément une rébellion dans le comté de Southampton en août 1831. Ils évoluaient de ferme en ferme, tuant sans distinction tous les blancs sur leur passage, et renforçaient leurs troupes avec d'autres esclaves. Au moment où la milice arrêta l'insurrection, plus de 80 esclaves avaient rejoint la rébellion, et 60 blancs étaient morts. Alors que le soulèvement conduisit certaines personnes à envisager l'abolition de l'esclavage, la réaction de tous les États du Sud fut de resserrer les lois régissant le comportement des esclaves.
La même année, l'opposition de la Caroline du Sud aux tarifs douaniers fédéraux conduisit l'assemblée législative de l'État à déclarer ces textes de loi fédéraux nuls et non avenus, et les représentants de l'État évoquèrent la possibilité d'utiliser la milice pour empêcher la collecte de ces taxes par les agents fédéraux. Le président des États-Unis Andrew Jackson balaya les arguments sur les droits des États membres et menaça d'envoyer l'armée pour faire appliquer la loi fédérale. Face à la détermination de Jackson, l'État de Caroline du Sud recula, mais cet épisode fit craindre à tout le Sud de voir le Congrès modifier tôt ou tard les lois sur l'esclavage. Cette crainte s'intensifia en 1833 lors de la création de l'American Anti-Slavery Society à Philadelphie.

## L'organisation
L'organisation, tout en promouvant le bien commun des esclaves, était sujette à controverse et suscita parfois des réactions violentes. Selon l'Encyclopædia Britannica, « les activités anti-esclavagistes de l'organisation ont fréquemment rencontré de violentes oppositions populaires, des foules envahissant les meetings, attaquant les orateurs et brûlant les machines d'imprimerie. » Au milieu des années 1830, l'esclavage était si intimement lié au système économique américain que son abolition éventuelle porterait un rude coup à l'économie, notamment dans les États du Sud.
Un congrès des abolitionnistes fut convoqué en décembre 1833 au Adelphi, à Philadelphie. Il regroupa 62 délégués, parmi lesquels 21 quakers. La nouvelle American Anti-Slavery Society chargea William Lloyd Garrison d'écrire la nouvelle déclaration de l'organisation. Le document condamnait l'institution de l'esclavage et accusait les propriétaires d'esclaves du péché de « vol d'homme » . Il réclamait l'abolition immédiate et inconditionnelle de l'esclavage et critiquait les actions de l'American Colonization Society. Il déclarait également que le groupe était pacifique et que les signataires étaient prêts à mourir en martyrs. En juillet 1834, les objectifs de l'organisation furent, semble-t-il, dénaturés lorsqu'éclatèrent les émeutes de Farren (en) à New York, qui aboutirent à la destruction des maisons et des biens d'abolitionnistes. Après la répression des émeutes, l'organisation publia un communiqué où elle nia avoir l'intention de promouvoir les mariages interraciaux, de dissoudre l'Union, d'enfreindre la loi ou de demander au Congrès d'imposer l'abolition de l'esclavage aux États.

L'ecclésiastique noir Theodore S. Wright fut un important membre fondateur et fit partie du comité exécutif de l'organisation jusqu'en 1840. Ce pasteur presbytérien, avec d'autres orateurs bien connus tels que William Lloyd Garrison et Arthur Tappan, militait pour la tempérance, l'éducation, le droit de vote des Noirs et la réforme agraire. Wright a écrit : 

« Je ne vous parlerai pas des humiliations que j'ai subies moi-même, comme tout homme de couleur, bien que celui-ci soit à l'image de Dieu. Je ne vous parlerai pas des humiliations subies lors de nos déplacements, ne vous dirai pas combien nous sommes mal vus et méprisés. Peu importe que nous nous abaissions nous-mêmes, nous subissons l'humiliation partout. Mais ce préjugé va plus loin. Il exclut des hommes du Paradis. Alors que priver la communauté des hommes de couleur des privilèges religieux par l'esclavage les rend infidèles. Quelle est votre foi chrétienne, vous demandent-ils ? Comment considérez-vous vos frères? Comment les traitez-vous à la table du Seigneur? Où est votre cohérence lorsque vous parlez des païens et traversez l'océan pour faire connaître la Bible à tous alors que vous les méprisez sur le pas de votre porte? Ces choses-là nous touchent et abattent notre moral … »

Nombre de membres fondateurs adoptent une approche pragmatique de l'esclavage, affirmant qu'il n'a pas de sens d'un point de vue économique. Wright utilisa la rhétorique religieuse pour susciter la compassion envers les Afro-Américains, et présenta l'esclavage comme un péché à l'encontre des personnes qui le subissent.
Frederick Douglass comprenait la frustration que Garrison pouvait ressentir envers ses détracteurs, néanmoins il lui écrivit de nombreuses lettres décrivant les préjudices causés par l'esclavage. L'un d'eux concernait l'église. Douglass a écrit :

« Dans le Sud, j'étais membre de l'Église méthodiste.  Quand je suis arrivé dans le Nord, j'ai pensé aller à la messe un dimanche dans l'une des églises de ma confession, dans la ville où j'habitais. Les Blancs se réunissaient autour de l'autel, les Noirs se tenaient à la porte. Après qu'il eut servi le pain et le vin à une partie des gens qui l'entouraient, le pasteur dit : « Vous pouvez vous retirer, et d'autres, s'avancer » ; il continua jusqu'à ce que tous les Blancs eussent communié. Puis il poussa un long soupir et, regardant vers la porte,  s'écria : « Venez, mes amis de couleur, venez ! Car vous savez que Dieu ne fait pas d'acception des personnes ! » Je n'y suis jamais retourné voir les sacrements depuis lors. »

Douglass espérait que ces lettres rappelleraient à Garrisson pourquoi il était nécessaire d'abolir l'esclavage. 
En 1839, l'organisation nationale se fragmenta suivant les différents courants de pensée : Garrison et ses partisans étaient les plus radicaux ; ils dénoncèrent la Constitution américaine comme garant de l'esclavage, se prononcèrent contre la religion d'État et insistèrent sur la nécessité de partager la responsabilité de l'organisation avec les femmes. Une minorité de délégués antiféministes, qui étaient par ailleurs plus modérés sur d'autres sujets, quittèrent l'organisation pour créer la Foreign and American Anti-Slavery Society. Wright en faisait partie. Ils étaient plus conservateurs, soutenaient les institutions religieuses et les formes traditionnelles de pouvoir, qui excluaient les femmes des instances dirigeantes. Une autre question était de savoir si les abolitionnistes devaient créer un parti politique autonome. 
Le Liberty Party, issu d'une rupture avec l'American Anti-Slavery Society en 1839, était une organisation abolitionniste distincte qui souhaitait promouvoir le programme abolitionniste par la voie politique. En tant que radical, Garrisson pensait qu'il n'était pas prudent de combattre le système de l'intérieur. La dislocation de l'American Anti-Slavery Society causa toutefois peu de dommages à la cause abolitionniste.
En raison de l'éclatement de l'institution nationale, l'essentiel des activités des années 1840 et 1850 fut mené par les sections d'État et les sections locales. La question de l'esclavage fit partie intégrante de la vie politique américaine par l'intermédiaire du Parti du sol libre (1848–1854), puis par le Parti républicain (créé en 1854). L'American Anti-Slavery Society fut officiellement dissoute en 1870, après la guerre de Sécession et l'émancipation des esclaves.
L'American Anti-Slavery Society ne doit pas être confondue avec l'American Anti-Slavery Group (en), organisation politique contemporaine.

## Source
- (en) Cet article est partiellement ou en totalité issu de l’article de Wikipédia en anglais intitulé « American Anti-Slavery Society » (voir la liste des auteurs).

## Articles liés
- Jarena Lee, prédicatrice méthodiste
- Sallie Holley, enseignante et abolitionniste